# رايت فلاير
رايت فلاير (بالإنجليزية: Wright Flyer)‏ هي طائرة من صنع الأخوان رايت (غالبًا ما يشار إليها الطائرة الأولى وأحيانا كيتي هوك). كانت أول طائرة تعمل بالطاقة صممت وصنعت من قبل الاخوان رايت. الرحلة الأولى للطائرة اعترفت بها من قبل اتحاد الطيران الدولي، ووضع المعايير، وحفظ السجلات لهيئة الملاحة الجوية والملاحة الفضائية، إذ أنها «أول طائرة صنعت أثقل من الهواء تعمل بالطاقة».

## التصميم والبناء
الطائرة كانت تقوم على الأخوة رايت بتجربة واختبار الطائرات الشراعية في كيتي هوك بين عامي 1900 و 1902. آخر طائرة شراعية والتي بنيت في عام 1902 أدت بشكل مباشر إلى تصميم هذه الطائرة والتي تعمل بالطاقة.

## المواصفات
الخصائص العامة
- الطول:  ()
- باع الجناح:  ()
- الارتفاع:  ()

الأداء

## تغطية إعلامية
- نشرة إخبارية عام 1945 تغطي مختلف المجالات الطيران البشري، ويظهر بها عدة لقطات للرايت فلاير.

## وصلات خارجية
- تصنيع نموذج لطائرة رايت فلاير، مجلة الطيران للجميع